# Virgin Media
Virgin Media es una empresa británica, que actualmente provee de servicios de banda ancha de Internet, televisión y telefonía móvil y fija a 10 millones de británicos, clientes residenciales y empresariales en el Reino Unido, propiedad de Virgin Media O2, una empresa conjunta a partes iguales entre Liberty Global y Telefónica. Según la BBC, la empresa ha llegado a un acuerdo con Universal Music, líder en el sector, para crear un novedoso servicio de descargas.
La compañía se fundó después de la fusión de NTL, Telewest y Virgin Mobile. Liberty Global compró a Virgin Media en 2013. La empresa mantiene un acuerdo con el Virgin Group para continuar utilizando la marca.
El 1 de junio de 2021, O2 y Virgin Media se fusionaron para crear Virgin Media O2. Esta nueva empresa fusionada opera como VMED O2 UK Limited y es una empresa conjunta entre Telefónica y Liberty Global.